# Margerides
Margerides (Okzitanisch Marjarida) ist ein Ort und eine französische Gemeinde mit 284 Einwohnern (Stand 1. Januar 2022) im Département Corrèze im Osten der Region Limousin.

## Geographie

### Lage
Die Gemeinde Margerides liegt im Zentralmassiv in einer Höhe von ca. 680 Metern ü. d. M. linksseitig der Diège, deren Talsperre (Barrage des Chaumettes) etwa drei Kilometer südwestlich liegt. Tulle, die Präfektur des Départements, befindet sich ungefähr 70 Kilometer südwestlich, Ussel etwa 15 Kilometer nordwestlich und Bort-les-Orgues rund 12 Kilometer südöstlich. Nachbargemeinden von Margerides sind Saint-Bonnet-près-Bort im Norden, Sarroux-Saint Julien mit Saint-Julien-près-Bort im Osten, Roche-le-Peyroux im Süden sowie Saint-Victour im Westen.

### Verkehr
Der Ort liegt ungefähr 17 Kilometer südöstlich der Abfahrt 23 der Autoroute A89.

## Wappen
Beschreibung: Unter rotem Schildhaupt mit drei balkenweis gestellten silberne fünfstrahligen Sternen in Silber ein roter Löwe mit rotem Ankerkreuz in den Fängen.

## Einwohnerentwicklung
| Jahr      | 1962 | 1968 | 1975 | 1982 | 1990 | 1999 | 2007 | 2016 |
| Einwohner | 317  | 281  | 246  | 240  | 233  | 225  | 250  | 299  |

Im 19. Jahrhundert hatte die Gemeinde konstant zwischen etwa 700 und 800 Einwohnern. Die Mechanisierung der Landwirtschaft und der daraus resultierende Verlust von Arbeitsplätzen haben im 20. Jahrhundert zu einem deutlichen Bevölkerungsrückgang geführt.

## Sehenswürdigkeiten

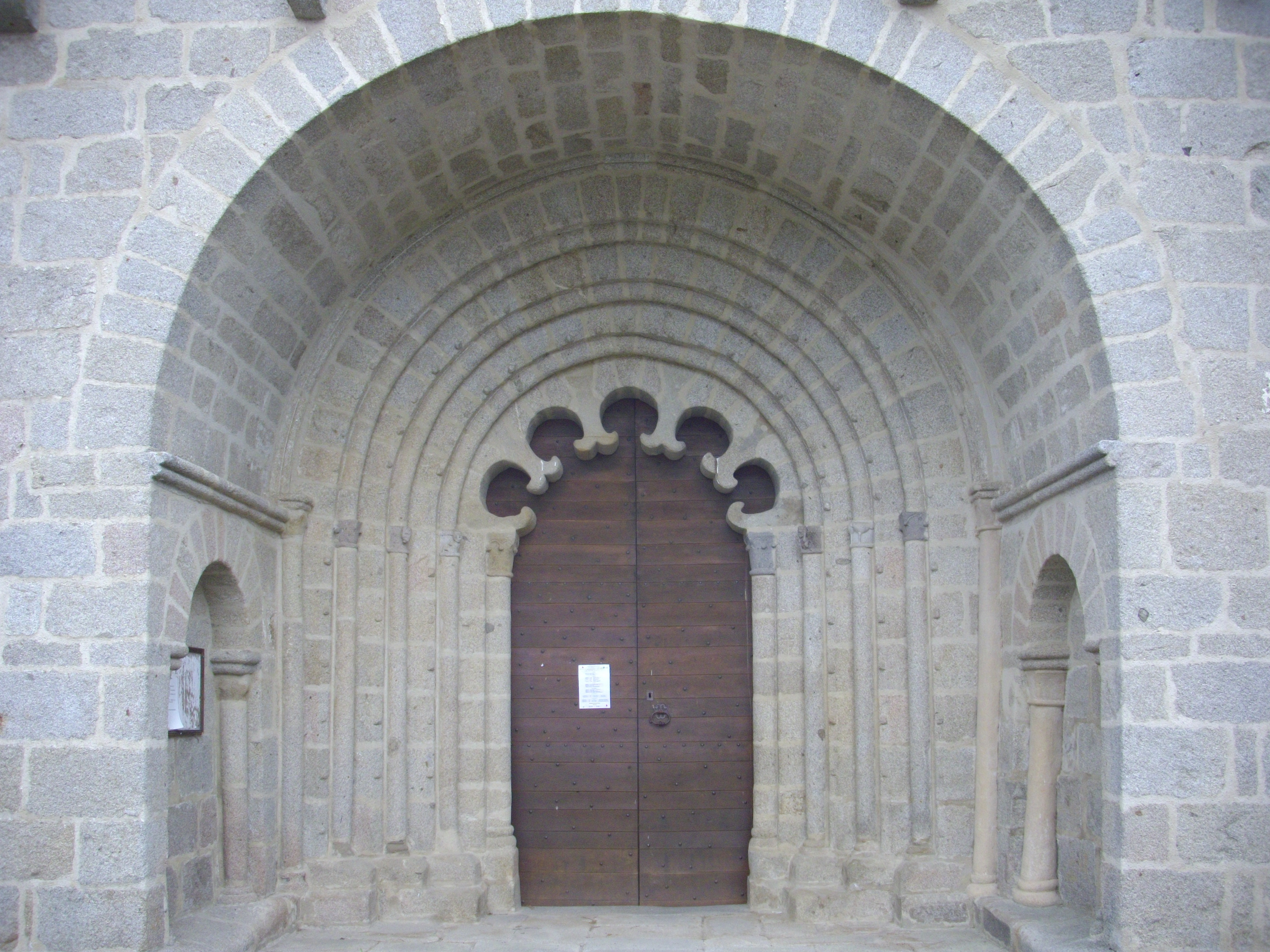
Portal der Kirche Saint-Martin

- Die Kirche Saint-Martin, ein einschiffiger romanischer Sakralbau aus dem 12. Jahrhundert mit auvergnatischen Stileinflüssen, verfügt einen Vielpassbogen über dem – von einer Vorhalle geschützten – Archivoltenportal. Das Langhaus ist tonnengewölbt; der Chorbogen ruht auf Säulen mit Kapitellen, welche phantastische Tiere zeigen. Der Kirchenbau ist seit dem 1. August 1975  als Monument historique klassifiziert.[1]
- Im Jahre 1905 wurden Reste einer heidnischen Tempelanlage aus gallorömischer Zeit entdeckt und archäologisch erkundet. Die Ruinen der Anlage sind seit dem 19. Dezember 1984 als Monument historique anerkannt.[2]